# Hoplia argenteola
Hoplia argenteola är en skalbaggsart som beskrevs av Moser 1921. Hoplia argenteola ingår i släktet Hoplia och familjen Melolonthidae. Inga underarter finns listade i Catalogue of Life.